# Belcanto Airlines
Belcanto Airlines — частная белорусская грузовая авиакомпания, использующая самолёты Ил-76.
ООО «Авиакомпания БЕЛКАНТО» было зарегистрировано в Едином государственном реестре 4 августа 2020 года. Сертификацию по техническому обслуживанию и ремонту авиационной техники компания получила в ноябре 2021 года, а сертификат эксплуатанта воздушного судна Ил-76ТД с бортовым номером EW-576TH, без которого нельзя совершать коммерческие перелеты, был получен в августе 2022 года.
17 апреля 2023 года во время суданского конфликта в аэропорту Хартум было уничтожено минимум 14 самолётов, одним из них был борт Ил-76ТД компании Belcanto Airlines.
9 августа 2024 года компания была внесена в санкционный Список специально обозначенных граждан и заблокированных лиц США.